# Francesca Chillemi
Francesca Chillemi (Barcellona Pozzo di Gotto, 25 luglio 1985) è un'attrice, personaggio televisivo ed ex modella italiana, eletta Miss Italia 2003.

## Biografia

Chillemi posa per i fotografi dopo essere stata eletta Miss Italia 2003

È nata nel messinese, figlia di Salvatore Chillemi e Maria Sciotto; ha un fratello, Giuseppe. Nel 2003, all'età di 18 anni, viene eletta Miss Italia, ricevendo la corona da Claudia Cardinale. Successivamente alla vittoria del concorso di bellezza, torna in Sicilia per terminare i suoi studi, dove consegue il diploma al Liceo classico.
Dopo aver iniziato la carriera di modella con la vittoria nel concorso di bellezza, nel 2004 inizia a lavorare come attrice, recitando il ruolo di Costanza in due episodi della quarta stagione della serie Un medico in famiglia, mentre nel 2004 e nel 2005 ha preso parte ad alcune trasmissioni televisive, tra cui I raccomandati, con Carlo Conti, e Italia che vai. Nel 2005 conduce per Rai 1 Varietà, Aspettando Miss Italia, Sognando tra le note e Miss Italia: la sfida comincia e partecipa a Sanremo contro Sanremo.
Nel 2007 e nel 2008 è entrata a far parte del cast della serie Carabinieri, in cui ha interpretato il ruolo della carabiniera Laura Flestero. Inoltre sempre nel 2007 è coprotagonista nella seconda stagione di Gente di mare. Nel 2008 è protagonista dell'episodio La luna di carta de Il commissario Montalbano. Nello stesso anno ha interpretato il ruolo di Michela nella miniserie Vita da paparazzo. Sempre nel 2008 è stata premiata con il Premio Margutta, La Via Delle Arti come Miglior attrice di fiction.
Il 2009 la vede debuttare sul grande schermo con il ruolo di Veridiana nell'episodio Gaymers del film Feisbum - Il film e con il ruolo di Luisa nel film Cado dalle nubi diretto da Gennaro Nunziante, al fianco di Checco Zalone. Nel 2010 ha interpretato il ruolo di Michela Turrisi nella serie Squadra antimafia - Palermo oggi. Nello stesso anno ha interpretato il ruolo di Ippolita nella miniserie Preferisco il paradiso, al fianco di Gigi Proietti. Sempre nel 2010 ha preso parte alle videoclip: Casting dei Mambassa, diretto da Lucio Pellegrini e in Solo un momento dei Clave Cubana, diretto da Marco Giacometti. Nel 2011 è entrata a far parte del cast della miniserie Notte prima degli esami '82, nel ruolo di Claudia e ha preso parte a un episodio della serie Fratelli detective.
Dal 2011 interpreta il ruolo di Azzurra Leonardi nella serie Che Dio ci aiuti. Nel 2012 ha interpretato il ruolo di Kitty nella miniserie La figlia del capitano. Nello stesso anno ha interpretato il ruolo della protagonista Nora nella miniserie Sposami, al fianco di Daniele Pecci. Il 27 ottobre 2013 ha condotto la finale della settantaquattresima edizione di Miss Italia, insieme a Massimo Ghini e Cesare Bocci.
Nel 2014 ha interpretato il ruolo di Corinne nella miniserie La bella e la bestia, al fianco di Blanca Suárez e Alessandro Preziosi. Nel 2016 ha recitato come guest star nella serie L'ispettore Coliandro, nel ruolo di Lucia Gallo. Nello stesso anno ha recitato nella serie Braccialetti rossi. Nel 2017 ha interpretato il ruolo di Laura Micheletti nel film Natale da chef diretto da Neri Parenti. Nel 2019 ha interpretato il ruolo di Monica Mirafiori nella serie L'isola di Pietro, al fianco di Gianni Morandi.
Nel 2021 ha preso parte a un episodio della serie Leonardo, nel ruolo di Margherita. Nello stesso anno ha recitato nei film Reefa di Jessica Kavana Dornbusch, nel ruolo di Gabrielle, Una relazione di Stefano Sardo, nel ruolo di Nicole Santini, e Anima bella di Dario Albertini. Sempre nel 2021 ha partecipato al programma televisivo Penso che un sogno così.
Dal 2022 interpreta il ruolo della giornalista Viola Vitale nella serie Viola come il mare, al fianco di Can Yaman. Nel 2023 ha ricoperto il ruolo di Sonia nel film In fila per due di Bruno De Paola.

## Vita privata
Tra il 2005 e il 2009 è stata legata a Mutassim Gheddafi, mentre tra il 2010 e il 2011 al collega Francesco Scianna. Dal 2014 al 2023 è stata legata all'imprenditore Stefano Rosso, figlio di Renzo Rosso, fondatore del marchio di moda Diesel: la coppia ha avuto una figlia, nata nel 2016. Dal 2024 è legata a Eugenio Grimaldi.

## Filmografia

### Cinema
- Feisbum - Il film, regia di Emanuele Sana, episodio Gaymers (2009)
- Cado dalle nubi, regia di Gennaro Nunziante (2009)
- Natale da chef, regia di Neri Parenti (2017)
- Reefa, regia di Jessica Kavana Dornbusch (2021)
- Una relazione, regia di Stefano Sardo (2021)
- Anima bella, regia di Dario Albertini (2021)
- In fila per due, regia di Bruno De Paola (2023)
- Io e te dobbiamo parlare, regia di Alessandro Siani (2024)

### Televisione
- Un medico in famiglia – serie TV, episodi 4x13-4x14 (2004)
- Carabinieri – serie TV, 28 episodi (2007-2008)
- Gente di mare – serie TV (2007)
- Vita da paparazzo, regia di Pier Francesco Pingitore – miniserie TV (2008)
- Il commissario Montalbano – serie TV, episodio 7x04 (2008)
- Squadra antimafia - Palermo oggi – serie TV, episodi 2x01-2x02-2x03 (2010)
- Preferisco il paradiso, regia di Giacomo Campiotti – miniserie TV (2010)
- Notte prima degli esami '82, regia di Elisabetta Marchetti – miniserie TV (2011)
- Fratelli detective – serie TV, 1 episodio (2011)
- Che Dio ci aiuti – serie TV (2011-in corso)
- La figlia del capitano, regia di Giacomo Campiotti – miniserie TV (2012)
- Sposami, regia di Umberto Marino – miniserie TV (2012)
- La bella e la bestia, regia di Fabrizio Costa – miniserie TV (2014)
- L'ispettore Coliandro – serie TV, episodio 5x05 (2016)
- Braccialetti rossi – serie TV (2016)
- L'isola di Pietro – serie TV (2019)
- Leonardo – serie TV, episodio 1x06 (2021)
- Viola come il mare – serie TV (2022-in corso)

### Videoclip
- Casting dei Mambassa, regia di Lucio Pellegrini (2010)
- Solo un momento dei Clave Cubana, regia di Marco Giacometti (2010)

## Teatrografia parziale
- Il giocattolaio, regia di Enrico Zaccheo (2023-2025)

## Programmi televisivi
- Italia che vai (2004-2005)
- I raccomandati (2004-2005)
- Varietà (2005)
- Aspettando Miss Italia (2005)
- Miss Italia: la sfida comincia (2005)
- Sognando tra le note (2005)
- Sanremo contro Sanremo (2006)
- Miss Italia (2013)
- Penso che un sogno così (2021)

## Riconoscimenti
- 2008 – Premio Margutta
  - Miglior attrice di fiction